# Jan Veenhof
Jan Veenhof (født 28. januar 1969) er en tidligere hollandsk fodboldspiller.